# 大郑铁路
大郑铁路，是一条连接辽宁省黑山县大虎山镇和吉林省双辽市郑家屯地区的铁路，全长约370公里。线路自沈山线上的大虎山站向北引出，最后转向东抵吉林省双辽市（双辽站）与平齐铁路相接。连接了辽宁、内蒙古、吉林三省。大郑铁路全线共设有车站47座。1966年通让铁路通车后，可从通辽到太平川，然后分成东西两支，东支到大庆，西支到白城，分担长大线和沈阳枢纽的运输负担。南运物资以木材、原油、粮食及机械设备为主，而木材运输占2/3。北上货物为矿建材料、煤炭、钢铁、非金属矿石、粮食及日用工业品等。
大郑铁路原由沈阳铁路局郑家屯车务段与通辽车务段分别管理，2008年沈阳铁路局将郑家屯车务段并入通辽车务段，使大郑铁路全线划归通辽车务段管辖。
大鄭鐵路已於2018年4月實施電氣化，而相關運行圖調動亦於同月10日生效。

## 与其它铁路的连接
- 大虎山站：沈山线
- 芳山镇站：芳八线
- 新立屯站：高新线
- 么荒站：高新线
- 通辽站：京通线、通让线、通霍线
- 双辽站：平齐线

## 历史
日本控制的四洮铁路的第一部分——四郑铁路于1917年正式开工，铁路铺到郑家屯时日本提出修建郑家屯至通辽镇铁路，称“四洮铁路郑通支线”，郑通支线于1921年4月1日开工，1921年12月竣工，1922年1年1月正式营业。线路起自郑家屯街，向西沿西辽河南侧经由白市、巴西、欧里、门达、潘家、大罕、清河桥、大林、乌斯土、乌兰基、钱家店、五道木、通辽东等13个车站、乘降所，最后终止于通辽。
1921年9月张作霖政府开始修建从奉山线（奉天至山海关）的打虎山（于1926年改名大虎山站）到八道壕长度29公里铁路，以外运八道壕煤矿，当年10月动工，至1922年12月9日修通，当时叫虎壕支线。1923年8月，铁路由八道壕继续向北延伸，至1925年8月修到新立屯。继续向北延伸，1927年1月修到彰武；1927年10月24日延伸到通辽。大通支线全线贯通。全长251.7公里，1927年11月15日正式通车。
1934年4月1日，大通支线与郑通支线接轨合并为大郑线。
大郑铁路的二线改造已于2010年展开。增建二线后，芳山镇至八道壕区间成为芳八支线，八道壕站也成为尽头站。